# Câmpu Mare (okręg Gorj)
Câmpu Mare – wieś w Rumunii, w okręgu Gorj, w gminie Scoarța. W 2011 roku liczyła 52 mieszkańców.